# Islas de Barlovento Británicas
Las Islas de Barlovento británicas fueron una colonia británica  existente entre 1833 y 1960 y constando de las islas de Granada, Santa Lucía, San Vicente, las Granadinas, Barbados (asiento del gobernador hasta 1885, cuando esta regresó a su estado anterior de colonia completamente separada), Tobago (hasta 1889, cuándo  fue unido a Trinidad), y (desde 1940) Dominica, anteriormente incluida en las Islas de Sotavento Británicas.
Las islas fueron conocidas como la Colonia Federal de las Islas de Barlovento de 1871 a junio de 1956, y desde entonces como el Territorio de las Islas de Barlovento hasta su disolución en 1960.

## Historia
La capital era Bridgetown en Barbados, de 1871 a 1885, y después Saint George en Granada. Las islas no fueron una colonia única, sino una confederación de colonias separadas con un gobernador común, mientras cada isla retuvo sus instituciones propias. Las islas de Barlovento tampoco tuvieron legislaturas, leyes, ingresos ni aranceles en común. Había, aun así, un tribunal común de apelación para el grupo así como para Barbados, compuestos de los jefes de justicia de las islas respectivas, y  había también un sistema de auditoría común, mientras las islas unieron en mantener instituciones seguras de utilidad general.
En 1939 fueron establecidos el Tribunal Supremo de las islas de Barlovento y de Sotavento y el Tribunal de Apelación de las islas de Sotavento, los cuales fueron reemplazados en 1967 por la Suprema Corte del Caribe Oriental que proporciona ambas funciones.
Jefes de las Islas de Barlovento y Sotavento
- 1940-1942 James Henry Jarrett[2]
- 1943-1950 Señor Clement Malone[3]
- 1950-1957 Señor Donald Jackson[4]
- 1958-1963 Señor Cyril George Xavier Henriques[5][6][7]
- 1963-1967 Frank E. Campo[8]